# Варюшине
Варю́шине — село на правому березі річки Південний Буг в Україні, у Вознесенському районі Миколаївської області. Населення становить 681 осіб. Село у складі Веселинівської селищної громади.

Пам'ятник загиблим воїнам в с. Варюшине

На території села розташований винзавод «Виноградна долина», в околицях села — державний лісовий заказник місцевого значення «Варюшино» площею 632 га. У плавнях біля села трапляються зарослі аїру тростинового.

## Історія
Поблизу села розташовувалась фортеця Баликлея.
Історична ногайська назва села — Рус-Ескі-Метереси.

## Населення
Згідно з переписом УРСР 1989 року чисельність наявного населення села становила 646 осіб, з яких 309 чоловіків та 337 жінок.
За переписом населення України 2001 року в селі мешкало 680 осіб.

### Мова
Розподіл населення за рідною мовою за даними перепису 2001 року:
| Мова       | Відсоток |
| ---------- | -------- |
| українська | 89,57 %  |
| російська  | 10,13 %  |
| молдовська | 0,29 %   |